# Шатлар (Крез)
Шатлар (фр. Châtelard) насеље је и општина у централној Француској у региону Лимузен, у департману Крез која припада префектури Обисон.
По подацима из 2011. године у општини је живело 33 становника, а густина насељености је износила 13,64 становника/km². Општина се простире на површини од 2,42 km². Налази се на средњој надморској висини од 503 метара (максималној 726 m, а минималној 597 m).

## Демографија
| 1851. | 1901. | 1946. | 1962. | 1968. | 1975. | 1982. | 1990. | 1999. | 2011. |
| ----- | ----- | ----- | ----- | ----- | ----- | ----- | ----- | ----- | ----- |
| 201   | 141   | 58    | 28    | 38    | 30    | 23    | 35    | 39    | 33    |

График промене броја становника у току последњих година